# Escavadodon
Escavadodon — вимерлий рід комахоїдних ссавців, подібних до панголінів, який був ендеміком Північної Америки під час раннього палеоцену, приблизно від 63.8 до 60.9 Ma. Він містить один вид, Escavadodon zygus.

## Таксономія
Монотипна родина Escavadodontidae була створена Роузом і Лукасом у 2000 році для утримання типового виду, вилученого з формації Начіміенто в Нью-Мексико.